# Молитерно
Молитерно (итал. Moliterno) — коммуна в Италии, расположена в регионе Базиликата, подчиняется административному центру Потенца.
Население составляет 4592 человека, плотность населения составляет 47 чел./км². Занимает площадь 97,63 км². Почтовый индекс — 85047. Телефонный код — 0975.
Покровителем населённого пункта считается San Domenico. Праздник ежегодно празднуется 4 августа.